# Clasificación para la Copa Africana de Naciones Femenina 2022
La Clasificación para la Copa Africana de Naciones Femenina 2022 será una competición de fútbol femenino que decidirá a los equipos participantes de la Copa Africana de Naciones Femenina 2022.
Un total de 12 equipos se clasificarán para jugar en el torneo final, incluidos el anfitrión que se clasificó automáticamente.

## Sistema de competición
La clasificación se jugará a dos partidos en formato de ida y vuelta. Si el marcador global termina empatado después del partido de vuelta, se aplicará la Regla del gol de visitante y, si aun así, el marcador seguía empatado, se utilizará la tanda de penales (sin tiempo extra) para determinar el ganador.

## Resultados

### Primera ronda
| Fechas                     | Local en la ida          | Global       | Local en la vuelta | Ida  | Vuelta |
| -------------------------- | ------------------------ | ------------ | ------------------ | ---- | ------ |
| 20 y 26 de octubre de 2021 | Uganda                   | 2:2 (2:1 p.) | Etiopía            | 2:0  | 0:2    |
| 20 y 23 de octubre de 2021 | Kenia                    | 15:1         | Sudán del Sur      | 8:0  | 7:1    |
| 20 y 26 de octubre de 2021 | Eritrea                  | 1:5          | Burundi            | 0:5  | 1:0    |
| 20 y 26 de octubre de 2021 | Yibuti                   | w/o          | Ruanda             |      |        |
| 20 y 26 de octubre de 2021 | Malaui                   | 3:4          | Zambia             | 1:1  | 2:3    |
| 20 y 23 de octubre de 2021 | Tanzania                 | 3:5          | Namibia            | 1:2  | 2:3    |
| 20 y 26 de octubre de 2021 | Zimbabue                 | 6:1          | Esuatini           | 3:1  | 3:0    |
| 20 y 26 de octubre de 2021 | Angola                   | 1:7          | Botsuana           | 1:5  | 0:2    |
| 20 y 26 de octubre de 2021 | Mozambique               | 0:13         | Sudáfrica          | 0:7  | 0:6    |
| 20 y 26 de octubre de 2021 | Argelia                  | w/o          | Sudán              | 14:0 |        |
| 20 y 26 de octubre de 2021 | Egipto                   | 2:7          | Túnez              | 2:6  | 0:1    |
| 20 y 24 de octubre de 2021 | Guinea Ecuatorial        | w/o          | RD Congo           |      |        |
| 22 y 26 de octubre de 2021 | Santo Tomé y Príncipe    | w/o          | Togo               | 0:5  |        |
| 20 y 26 de octubre de 2021 | Congo                    | 2:2          | Gabón (v.)         | 2:1  | 0:1    |
| 20 y 24 de octubre de 2021 | República Centroafricana | 0:3          | Camerún            | 0:1  | 0:2    |
| 18 y 25 de octubre de 2021 | Sierra Leona             | 1:3          | Gambia             | 0:2  | 1:1    |
| 20 y 26 de octubre de 2021 | Liberia                  | 1:8          | Senegal            | 1:2  | 0:6    |
| 20 y 25 de octubre de 2021 | Malí                     | 4:2          | Guinea             | 2:2  | 2:0    |
| 20 y 26 de octubre de 2021 | Guinea-Bisáu             | 2:0          | Mauritania         | 1:0  | 1:0    |
| 20 y 24 de octubre de 2021 | Burkina Faso             | 5:2          | Benín              | 2:1  | 3:1    |
| 20 y 24 de octubre de 2021 | Nigeria                  | 2:1          | Ghana              | 2:0  | 0:1    |
| 20 y 25 de octubre de 2021 | Níger                    | 0:20         | Costa de Marfil    | 0:9  | 11:0   |

### Segunda ronda
Los ganadores de las llaves de esta ronda clasificarán a la Copa Africana de Naciones Femenina 2022.
| Fechas                     | Local en la ida | Global       | Local en la vuelta | Ida | Vuelta |
| -------------------------- | --------------- | ------------ | ------------------ | --- | ------ |
| 13 y 17 de febrero de 2022 | Uganda          | w/o          | Kenia              |     |        |
| 16 y 21 de febrero de 2022 | Burundi         | 11:1         | Yibuti             | 6:1 | 5:0    |
| 16 y 22 de febrero de 2022 | (v.) Zambia     | 1:1          | Namibia            | 0:0 | 1:1    |
| 18 y 23 de febrero de 2022 | Zimbabue        | 3:3          | Botsuana (v.)      | 1:3 | 2:0    |
| 18 y 23 de febrero de 2022 | Sudáfrica       | 3:1          | Argelia            | 2:0 | 1:1    |
| 18 y 23 de febrero de 2022 | Túnez           | 7:3          | Guinea Ecuatorial  | 5:0 | 2:3    |
| 17 y 23 de febrero de 2022 | Togo            | 4:2          | Gabón              | 2:1 | 2:1    |
| 18 y 23 de febrero de 2022 | Camerún         | 10:1         | Gambia             | 8:0 | 2:1    |
| 16 y 22 de febrero de 2022 | Senegal         | 1:1 (3:2 p.) | Malí               | 1:0 | 0:1    |
| 16 y 23 de febrero de 2022 | Guinea-Bisáu    | 0:7          | Burkina Faso       | 0:6 | 0:1    |
| 18 y 23 de febrero de 2022 | Nigeria         | 2:0          | Costa de Marfil    | 2:0 | 0:0    |